# BASARAの登場人物
BASARAの登場人物（バサラの登場人物）では、田村由美の漫画作品『BASARA』に登場するキャラクターを記載する。
いずれも初登場時の所属で項目分けしている。また、登場時の所属にかかわらず分別できるものは節に分けてある。所属にかかわらず、節は物語の進行と合わせた。
声優は、ドラマCD版 / テレビアニメ版（ラジオドラマ版）の順で表記。

## 主要人物
更紗（さらさ）
声 - 日髙のり子 / 木村亜希子
本作の主人公。8月15日生まれ。O型。名前の由来は木綿に鳥獣などを染めた布の「更紗」から。
運命の子供の名である「タタラ」を名乗り、白虎の刀を携えて革命に身を投じる15歳の少女（作中で16歳になる）。
白虎の村の長の娘で、圧政に苦しむ民衆を救う「運命の子供」であると予言されて生まれる。彼女を守るため兄のタタラが「運命の少年」を名乗り、更紗は自分自身が「運命の子供」であることを知らずに成長する。しかし兄のタタラが殺された際、生き残った村人に希望をもたらすため咄嗟に「タタラ」として立ち上がった。以後は更紗であることを隠してタタラと名乗る。やがて各地から集まった勢力を結集させ、数々の困難に立ち向かいながら成長しタタラ軍を率いる真のリーダーとなっていく。
家族や友人の仇とは知らずに朱理（赤の王）と偶然に出会い、惹かれ合い次第に愛し合うことになる。
少女ゆえに精神的な脆さを持つが、カリスマ性もあり、ときに強力なリーダーシップを発揮する。幼少時から角じいと剣術の訓練をしており剣の腕も確か。またナギから様々な知識を学んでいたため、戦術や発想にも優れる。「タタラ」ではなく本来の「更紗」の時の彼女は、年相応の幼さが現れ、可愛らしさと可憐さをみせる。「タタラ」のときは「わたし」、「更紗」のときは「あたし」と一人称を使い分けている。
当初は、「殺されたのは妹の更紗で自分がタタラだ」と宣言してしまったため、仲間内に自分が女性であることを隠していた。仲間を騙している心苦しさと、自分がただの少女と知られたら仲間を率いることができないのではという不安に苦しむこともあったが、後に「隠そうとするのは仲間を信頼していないからだ」と運天に指摘され考えを改めるようになる。その後、千手姫と揉み合いになった際に衣服が破れ、駆けつけた仲間に体を見られてしまい女性であることが露見。主要なメンバーには改めて自分の口から正体を明かした。以降も対外的には男性で通すことになったため、限られた者しかタタラの正体は知らない。
ペットは、フクロウの新橋（しんばし、声：園崎未恵）、愛馬はかつて兄タタラの愛馬であった夜刀（やと）。
革命が終結した後は、朱理とともに外国へ渡り「グリーン商会」という会社を作る。歩（あゆむ）とヒカルという男女の双子の子供の母となる（外伝より）。
朱理（しゅり）
声 - 井上和彦 / 同左（伊藤健太郎〔少年時代〕、園崎未恵〔幼少時代〕）
8月6日生まれ。B型。
日本国王の末子であり、西国を預かる赤の王。産まれるた時に『王家に災いをなす』という予言をされた事が原因で父親である国王によって押された奴隷印が背中にある。精悍な容貌から実年齢よりも上に見られることが多く、2歳上のユウナに自分よりも上に見られていたようである。17歳(作中で18歳になる)。
作品初期は、意に沿わぬ者をためらいもなく殺害するなど残虐な行為が目立つ。「運命の子供」が自分の妨げになると判断し、更紗の故郷・白虎の村を滅ぼして更紗の父と兄を殺害。その後、敵とは知らずに偶然出会った更紗に惹かれ、深く愛し合うようになる。
腹心の謀反から逃れて沖縄に渡り、後の親友となる今帰仁とユウナに出会う。沖縄の民主的な政策を目の当たりにし、日本の王制に疑問を持ち始める。同時に自分の恵まれた境遇が全て父親から与えられたものでしかなかった事を痛感して、今までの自分との決別の証として、再会した更紗に背中の奴隷印を焼き消して貰った。
粗野で短気な性格に思われがちだが、カリスマ性があり、頭脳明晰で非凡なる策士でもあり、剣の腕も確か。内政感覚にも優れており、砂漠の都を商業で栄えさせ、都の民からも愛されていた。反面、敵対する者や家臣であっても意に沿わない者は容赦なく排除してきた。それによって錵山将軍のような有能かつ忠実な部下を失うなど、自分の首を絞める結果となっている。
王家の歴史に潔く幕を引く役目を果たすべく、国を追われた父から王位を継ぎ、更紗の村を滅ぼした罪を償うべくあえて赤の王として討たれる覚悟を見せたが、迷いのために更紗が躊躇し、彼女の仲間たちから庇われたことによって救われる。
かつての師匠である柊を討ち取る際に片腕を失うが、革命が終結したのち、菊音からからくり仕掛け（ロケットパンチ付き）の義手を受け取った。
革命後は更紗に対する罪悪感に苦悩する日々を送っていたが、彼女との渡航で最初に訪れた黄帝国で幼き皇帝に協力し、対話による紛争解決を実現させた一件を経て、口だけの謝罪ではなく行動で示すことこそが真の償いに繋がることを改めて自覚し、また一歩成長した。
愛馬は朱鷺（とき）。更紗とは鷹を使って文通していた。
揚羽（あげは）
声 - 塩沢兼人 / 同左
誕生日は不明だが、双子座のO型。
「誇り高き砂漠の青い貴族」と呼ばれる遊牧民「風の民」の生き残り。常に青い衣を纏っている美青年。幼い頃の更紗が赤の王に襲われているのを助けて、朱理に左目を奪われる。
剣の腕は一流。冷静で視野が広く頭も切れる。全国に信頼のできる友人・知人がおり、そのネットワークは勢力を問わず計り知れない。
かつて占い師から「命を懸けられる程の女に出会う」との予言を聞かされて以来、常にそれが誰であるかを意識しており、その女性が更紗なのか、千手姫なのかと悩みつつタタラ軍に協力する。時にタタラを身を挺して守り、時に厳しい言葉を投げかけ成長を促した。タタラが最も信用し頼りにしていた人物の1人。
幼いころは奴隷の身分にあり、四道の父に性的虐待を受けていた。そのことは後々までトラウマとなり、アロと体を結ぶまでは人から触れられることに怯え、性行為そのものに嫌悪感を抱いていた。自分をいたぶった男の息子であり、何かと気にかけ親切に面倒を見てくれた四道には恋愛とも友情ともつかない愛憎入り混じった複雑な感情を抱き、「憐れまれるのではなく対等な立場で側にいること」を望んだが、その思いが届くことはなかった。四道の死を見届けた際は一人静かに涙した。
四道の死後も彼に対する思いは強く、四道が愛した千手姫と忘れ形見である求道を大切にしていた。またシラスと床を共にした際は「タレ目はキライじゃない」と発言し、好いた男がタレ目だったのかと問われると「もう死んだ」と返した。
普段は旅芸人集団「マダム・バタフライ一座」に身をよせ、帰蝶（きちょう）という名の踊り子として各地で人気を集めている。「帰蝶」を名乗るときは女装しており、元々の美しい容姿もあいまって彼が男性であることを知るファンはほとんどいない。源氏名の「帰蝶」は、織田信長の妻濃姫の別名から。
ペットは、新橋の父親でもある、フクロウの蜻蛉（かげろう）。
タタラ軍の規模が大きくなると、陰の面を持たないタタラ軍のために自ら進んで暗殺という影の役目を担う。終盤、暗殺者を始末しようとする夜郎組と崩れゆく城の地下で対決、蜂也を倒すが密と相打ちになる。ギリギリまで城の崩落を食い止めたが、力尽き蜻蛉と共に下敷きとなった。
ハヤト
声 - （なし） / 結城比呂
4月1日生まれ。O型。
九州・太宰府出身の少年。更紗より一つ年下。
朱雀の刀の継承者だが、弓の方を得意としており、何度もタタラ軍の危機を救った。旅に出た更紗が最初に仲間にした人物である。
性格は少々おっちょこちょいだが、素直な熱血漢であり、タタラ軍のマスコット的存在。茶々の部下の正太とは、年が近いせいか仲が良い。自分を騙し、母親の死に目にも立ち会わせなくした四道を憎んでいる。タタラを追い詰めた四道を射殺し仇を討ったものの、彼の忘れ形見の存在を知って後悔の念に苛まれた。後に四道を殺害した事を千手姫や朱理に告白した時には「大切なものを奪ったのはお互い様」という態度を崩そうとはしなかったものの、四道の息子である求道の誕生を素直に喜んだ。
革命後、一時は新政府に参加したが、ままならぬ現実に幻滅して表舞台から姿をくらます。自分の不甲斐なさを自覚しつつ踏ん切りをつけられずにくすぶっていたが、仲間の子供達との出会いや求道との再会、そして更紗の子供達から聞いた更紗の自分への信頼の言葉を聞いた事がきっかけでタタラの後継として自ら立つことを決意する〔外伝より〕。
浅葱（あさぎ）
声 - （なし） / 佐々木望
5月13日生まれ。AB型。
元・蒼の王の親衛隊隊長を務めていた美青年。しかしその正体は国王の隠し子で、朱理の異母兄にあたる「真の蒼の王」である（ただし、白の王にそう聞かされただけで正確な出生は不明）。
剣の腕は一流だが、幼い頃から体が弱い。美意識が高く汚いモノや醜いモノを嫌う。性格はひねくれており、繊細で癇癪持ち、些細な事を根に持つ。揚羽とは以前から面識があり、彼に懐いている。一方、朱理へは幼い頃からの確執もあって嫌悪と嫉妬の情を覚えている。「僕は誰」という自問自答をよく行っており、当初は本物の蒼の王であるという肩書によってアイデンティティを保っていた。それを師である柊に『技のみ（心と体が未熟）』と評される。
白の王の命によりスパイとしてタタラ軍に潜入。当初はあることないことを吹き込み人間関係をかき回した。また、タタラと赤の王両方の戦力を削ぐため、茶々と錵山を亡き者にすることを画策。結果的に両陣営は熊野で激突、茶々と座木は重傷を負い錵山は戦死した。その後もタタラ軍のトラブルメーカーになるが、一緒に戦っていくうちにタタラ軍に居心地の良さを感じ、戸惑いながらも自分の居場所を見つけていく。また当初は朱里への嫌がらせとしてタタラ（更紗）を自分のものにしようとしていたが、本当の恋心を寄せるように。
終盤、国王の後継者として突如タタラ軍を離れ京に上る。大きな裏切りにタタラ軍は騒然となるが、「革命後に再び王家を担ぎ出す者が現れないよう、王家は最後まで憎まれて終わるべき」という思いの元、あえて暴君として振る舞い汚れ役を演じていた。人間的に大きく成長したことでタタラから強い信頼を寄せられることとなり、最後の強敵である柊との対決を全面的に任された。
革命後、「人に寄生するのではなく自分で生きていく」と言い群竹と共に全国を旅する。その道中、親とはぐれた子供を拾って育て始めるなどの意外な心の変化を見せる。
浅葱は白の王が「姉ではなく本当は母親ではないか」と感じていた。外伝において、白の王は鬱金王の子を妊娠して産み落としているが、直後に死んだことになっており、浅葱が本当は誰と誰の間に生まれた子供なのかは作中で明かされていない。ストーリー終盤において白の王から拾い子であると告げられたときはショックを受けたものの、最終的には「僕は僕」と、自らの出自にこだわりを見せなくなった。

## 復讐編

### 白虎の村関係者
ナギ
声 - 速水奨 / 同左
更紗がいた白虎の村の、医者であり予言者であり学者。判断力に優れ、冷静で聡明。
盲目だが未来を予知する能力があり、更紗を「運命の子供」と予言する。更紗はナギに絶大な信頼を寄せており、特に序盤はナギ自身や彼の教えを心の支えとする場面が何度も登場する。女性のような容貌だが男性。白虎の村では更紗と共に砂漠の緑化の研究をし、タタラ軍では医療班として活躍した。聖職者のような雰囲気もあるが、本人曰く昔はプレイボーイとしてならしたらしい。
外伝では、実はナギは国王の息子であり、朱理と浅葱の兄であるらしいことを匂わせている。子供の頃から聡明であったナギを恐れた鬱金王が、事故死に見せかけて彼を殺そうとしたが、運よく芭蕉に拾われて今に至ると語っている。ごれが事実であれば青の王とは母親の同じ兄弟となる。
角じい（かくじい）
声 - 飯塚昭三 / 玄田哲章
5月3日生まれ。
更紗達の白虎の村で、タタラ・更紗のお目付役兼剣術の師範。更紗が信頼を寄せる人物の一人。
元は東北の漁村の出身だったが、東北を治める黒の王に反発し網走刑務所に入れられていて、ただ1人そこからの脱走を成功させた経歴を持つ。
更紗の父親代わりでもあり、常に更紗の身を案じている。下戸で一切、酒は飲めない。性格は頑固だが人情深く涙もろい。白虎の村を滅ぼした赤の王を心から憎んでおり、赤の王と更紗の仲を知った直後も赤の王を処刑しようとするが、固く寄り添いあった2人の姿に手を下すことはできなかった。
タタラ
声 - 佐々木望 / 石田彰
8月15日生まれ。名前の由来は製鉄などの際に使用される道具（ふいご）から。
更紗の双子の兄。更紗を守るため「運命の少年」として育てられた。
性格は温厚で聡明であり、妹思いである。剣の腕も強かったらしい。赤の王の部下である錵山将軍に反逆者として殺害される。
千草（ちぐさ）
声 - 寺瀬めぐみ / 土井美加
タタラ・更紗の母親。泣きボクロを持つ落ち着いた美女。冷静で賢い。
村が赤の王に襲われた際に捕虜として捕まり、ひどい仕打ちを受けていたが、錵山将軍に助けられる。
錵山将軍亡き後、更紗の成長を思いあえて再会しないまま東北へと行き、王国側・鹿角側関係なく傷の手当てをして「戦場のナイチンゲール」と呼ばれていた。錵山と過ごす間に彼女自身も錵山に対して好意を持つようになる。この心境の変化は、彼女に更紗と朱理のことも笑顔で受け入れる優しさと慈悲を与え、後に更紗を白虎の呪縛を解くカギになった。
まーくん
声 - 高山みなみ / 大谷育江
更紗の幼馴染の元気な少年。更紗とも仲が良かったが、村を襲撃された際、タタラの身代わりと名乗り出て殺された。
ハル
まーくんの母親。更紗から「まーくんのおばさん」と呼ばれる。息子を失い号泣するが、身代わりになったことを誇りだと言い決して恨みは持たなかった。更紗がタタラとして名乗りを上げた直後、皆がタタラの奮起に盛り上がる中、ただ1人、省みられることのない更紗のことを思いやって墓を作り、仲間から刃を向けられた更紗と朱理を庇うなど情の深い人物。村の崩壊後はタタラ軍に従事し、炊事や洗濯などの家事全般を請け負う。
柚香（ゆのか）
声 - （なし） / 根谷美智子
タタラのことを慕っていた少女。タタラの死後もタタラを名乗る更紗に対して尽くし続ける。最期は功を焦り赤の王の策にはまってしまった更紗をかばい死亡する。
飛車（ひしゃ）
白虎の村と同盟関係にあった落折の里の出身。落折の里が赤の王に襲われた際に落ち延び白虎の村と合流する。健脚の持ち主で偵察や伝達の任務を請け負うことが多い。

### 海賊団
茶々（ちゃちゃ）
声 - （なし） / 山像かおり
元海賊の女頭領。セクシーでグラマーな美女。額に独特の刺青を持つ。腕っぷしは強く、大酒飲み。頼られるのが大好きな姉御肌の性格で、更紗の姉的存在でもある。海賊の掟では本来、女性が頭領になることは禁じられていたが、彼女は周囲を納得させるために男たちと同じ仕事をし、剣の試合で他候補たちを打ち負かして自らの力ひとつで頭領の座を勝ち取った。
タタラ（更紗）とハヤトを外国に売り払おうと捕まえたが、タタラ（更紗）との一騎討ちに敗北し潔く負けを認めて仲間になった。揚羽とも旧知の仲である。副官である座木は恋人であり、大きな信頼を寄せている。
3月9日生まれ。名前の由来は浅井長政とお市の子である淀殿の幼名から。
座木（ざき）
声 - （なし） / 石井康嗣
茶々の海賊団の副頭領で、茶々の恋人。彼女とは幼馴染でもある。
本来ならば彼が頭領になるはずだったが、茶々の強い信念と努力に敬服していた座木は、頭領を決める最終試合の場で自らひざまづき、頭領の座を譲った。茶々を危険に晒すようなマネをする者は「たとえタタラでも命を奪う」と豪語するほどに茶々を心から愛している。性格は、寡黙だが少々心配性。10月24日生まれ。

### 国王軍
四道（しどう）
声 - （なし） / 小杉十郎太
赤の軍の九州地区担当で、朱理の従兄であり親友。普段は温厚で気さくな好青年で仏のような笑みを湛えているが、一度戦になると仏（死人）の山を築くところから、「仏の四道」との異名を持つ。戦いにおいては女子供にも容赦なく、騙し討ちも厭わない。
作中で最も早く更紗と朱理の関係に気付いた人物。タタラ（更紗）とハヤトをおびき出して討ち取ろうとしたが、タタラにとどめを刺す寸前でその正体が更紗であることに気づいて躊躇し、その一瞬を突いたハヤトに矢で射られて死亡した。
揚羽の実力を認めていて、幾度も赤の軍に入るようにとスカウトしていた。だが、いい意味でも悪い意味でも、無意識に彼を自分よりも下に見ている為、それを感じた揚羽に拒否されていた。婚約者は千手姫で、更紗との決戦前夜に二人だけで結婚式を挙げた。11月1日生まれ。A型。
千手姫（せんじゅひめ）
声 - （なし） / 今井由香
王族縁の姫君。四道の婚約者で、四道がタタラ（更紗）との闘いの前に急遽、結婚した。
心から四道に惚れていて、おしとやかな外見だが芯の強い女性。四道を思うあまり思慮の浅い行動が目立つこともあるが、基本的に聡明な性格。四道の死後、朱理が身元を預かっていたが、朱理が都を追われた際に彼女の身にも危険が及び、これを救出した揚羽によってタタラ軍に保護されることになる。当初は四道を殺したタタラ（更紗）を憎んでおり、命を狙おうとしたこともあったが、タタラ軍での生活の中で次第に心を通わせるようになる。四道との間に息子を授かり、タタラ（更紗）たちの協力のもと出産。「求道（もとみち）」と名づける。
母となってからは精神的に落ち着き、芯の強さを見せることが多くなる。落城後、揚羽の幻影に導かれて求道を連れ京へ向かう。交流の中でタタラに対する憎しみも氷解し、赤の王の処刑を訴えるタタラ軍の中で唯一、タタラと朱理を庇った。革命後は桜田の下で働いている。
9月1日生まれ。A型。名前の由来は仏教の菩薩千手観音または平家物語などの千手の前から。
鬱金王（うこんおう）
日本国第15代目国王。多くの兄たちを全員殺害して国王の座に就いた。保身にしか興味が無く、地方で民衆が圧政に苦しんでいても何もしなかった。
黒の王・白の王・朱理の実の父親。若い頃は弓が得意であり、また容姿も美しかったが、今は面影もない。朱理の証言によれば糖尿持ちらしい。
乗り込んできたタタラと朱里に怯えることしかできず王家の幕引きを自らの意志で引き受けた朱里に見逃され大老の橘と共に都落ちするも、農民たちに居場所が露見し殺害された。
名前の由来は、ショウガ科の多年草、またはその染色と同じ色の花を持つ鬱金桜から。
亜麻(あま)
朱理と銀子（白の王）の母親で国王の正妃(作中で降ろされた)。朱理と常に距離の有る関係だった為、彼に複雑な感情を抱かれているが、子に対する愛情は深く、国王の機嫌を取る事で朱理の命を生かし続けていた。逞しい息子を誇りに思っている。反面、酒に溺れる夫が実娘である銀子を凌辱する際、保身の為に見て見ぬふりをした（亜麻は後悔しているものの、銀子は母が自分を見捨てたことを知っている）。
正妃として国王の機嫌を取ってばかりで何も出来なかった贖罪として自決する。

### 赤の王関係者
サカキ
声 - （なし） / 山野井仁
赤の王直属の部下。武道は得意ではないが、非常に勘が鋭く頭が良いため、朱理に側近として抜擢される。
四道亡きあと、地下水路の監督という大役を任される。母親思いであることから亜相により母を人質に取られ、一度はやむを得ず朱理殺害計画に加担した。しかし朱理に対する敬服の念は強く、反逆の罪を問う国王の使者に命乞いをし、自分だけが助かろうとしたと汚名を着せられ村八分にされても朱理を信じ、一人で地下水路を造り続けて帰りを待った。
革命後に、朱理・更紗と共に通訳として隣国の黄（こう）帝国に渡る。そこで植物学者の恋人ができた。タタラの正体である更紗のことは革命後も余り好くは思っていなかったが、贖罪の姿勢を態度で示すべく黄帝国の紛争の解決のため誠実な態度で助力しようと変わっていく朱理の姿を見て、彼に様々な影響を与えてきた更紗のことを認めていく。1月13日生まれ。
錵山（かざん）
声 - 大塚明夫 / 同左
赤の王の腹心で将軍を務める。無骨で実直な武人らしい性格をしている。剣の腕前は茶々を圧倒するほど。
少年時の朱理と共に蘇芳に送られ、その当時から朱理に敬服し、朱理からも信頼されている。更紗の兄と父の命を奪った張本人である。このとき捕らえた「タタラの母」・千草に心惹かれ、赤の王に報告できずにそのまま匿ってしまう。軍人としての使命と、千草への想いとの間に両挟みになり、最期は千草に介錯を頼んで自害した。朱理は彼を『タタラの母親を餌にタタラを誘い出した』ということにして彼を許そうとしたが、本人は決してそれを肯定せず、あくまで千草への個人的な感情で匿ったのだとその想いを曲げることはなかった。
亜相（あしょう）
声 - （なし） / 緒方賢一
赤の王の腹心で宰相を務める。朱理に対する忠誠心は低いものの、その才覚は見抜いており、自らの地位のために従っている。
四君子の謀略により蒼の王（浅葱）の命という大儀の下、朱理の殺害を企て、結果として朱理を都から追い出す。しかし、蒼の王（藍良）はすでに死亡しているため、大儀は認められず王族に刃を向けた罪で投獄される。獄中でタタラの正体に気づき、朱理に対して身の証を立てるため更紗を追い詰めるが、浅葱に阻まれ死亡する。

## 関東編
雷蔵（らいぞう）
声 - （なし） / 古澤徹
元蒼の王の部下で、「伯爵」と呼ばれていた。しかしその実態は、関東革命軍のリーダーで青龍の刀の継承者。
遠い祖先が西洋人であり、その遺伝により金髪・碧眼。その容姿から顔に傷ができるまでは、蒼の王のお気に入りだったらしい。
蒼の王の開催する「人間狩りレース」で出場者を影で保護・治療し、助けていた。
一水という妻がいて、後に二人の間に雷蔵の血を濃く受け継いだ「雷太」という息子が産まれる。5月4日生まれ。
一水（いずみ）
雷蔵の妻。蒼の王（藍良）により声を奪われていたが、後にナギによって治ると保証される。笑顔を絶やさない優しげな女性である。雷蔵に助けられ、互いに愛し合うようになり、後に一児をもうける。
蒼の王
声 - （なし） / 大塚芳忠
名は藍良（あいら）。残忍で人間狩りが趣味という変態的嗜好を持つ。浅葱に良いように操られていた傀儡の王。
美しいモノが大好きで男色家。浅葱・揚羽・（顔に傷ができるまでの）雷蔵を気に入っていた。毒のあるモノも大好きで毒ヘビや毒クモ、サソリなどをコレクションし、揚羽の毒舌に激怒した際に浅葱から「毒のあるものは好きでしょう」とたしなめられたほど。
「偽蒼の王」と言われることが多いが、これは死の際に聞かされた、当時自分が本物の蒼の王だと信じていた浅葱の言によるものである。ただし、後に浅葱自身の出生も曖昧であることが判明し真相は不明となる。雷蔵によると、浅葱が現れるまでは聡明では無かったが、物静かな性格で悪い人間では無かったらしい。

## 紀州編
那智（なち）
声 - 千葉繁 / （なし）
紀州・熊野出身の大神官の跡取り息子。近海の主の鯨に挑んでいるところをタタラ（更紗）達と知り合う。
紀州なまりの長身の男性。性格は気さくで、加えて能天気で商売人。タタラ軍のムードメーカー的存在。サバイバル能力・単独（潜入）行動力に長け、幾度も更紗達の危機を救った。普段はおちゃらけているが、真剣になる時は親友である聖すら止められない強い意志の持ち主。その強い意志は親友である聖はもちろん、敵である赤の王の部下達の心も動かす程である。自分が穂積にかけた言葉により彼が父を庇って死亡したことに責任を感じ、その遺体を廉子と一緒に埋めてやろうと奔走、瀕死の重傷に陥る。網走で行き倒れた群竹を助ける等情の深さと、捻くれた性格の浅葱を受け止める寛容さを持った人物である。聖と共に「天狗党」という青年団を結成しており、副リーダーを務める。
今帰仁とは初対面で半殺しにされたが、作中終盤で行動を共にした時、彼を『新入り』と呼び、仲間として受け入れている。
12月2日生まれ。O型。名前の由来は和歌山県の地名から。
聖（ひじり）
声 - 中原茂 / （なし）
那智と同じ紀州・熊野出身の雑賀・根来衆の総元締めの息子。
「天狗党」のリーダーを務めており、那智と正反対で冷静で頭が切れるタイプの美青年。母を助けるためと助力を求めるタタラに、その先は何をするのか問い、初めてタタラに「新しい日本を作るために戦う」ことを意識させた。居合いの達人でもある。那智とは小さい頃からの親友。後先考えずに突っ込んで行く彼を常に心配している。那智と組めば漫才のような会話をし、戦闘でも絶妙のコンビネーション技を繰り広げる。
タタラ軍の中では常に冷静に物を考え、更紗や周りに時に厳しい指摘を行うポジションだが、那智が瀕死の重傷を負った際は取り乱し、自らの血を那智に飲ませようとした。なおその際、那智へ「死ぬ時は一緒やで」と語りかけるも「嫌やー…1人で死んで」とつれない返事をされてしまい、涙ぐみながらも「なんでやねん」と突っ込んだ。那智同様に浅葱を気にかけ、仲間として受け入れている。終盤、崩落する王城に残された浅葱を那智と共に助けに来て、「熊野へ来い！！」と叫んだ。
革命の後に薫子（かおるこ）という女性と結婚する。また、紀州の代表として新政府に参加する。天狗党ではリーダーを務めていたものの、自らを参謀タイプと評し、タタラが旅立った後ハヤトを後継者に推している（外伝より）。12月19日生まれ。A型。

### 四君子（しくんし）
群竹（むらたけ）
暗躍部隊・四君子筆頭。女性のような顔立ちに長い髪をしているが、れっきとした男性。
他の四君子の梅若・蘭丸と違い、心から浅葱を心配し幼い頃から見守ってきた。浅葱のためなら主君とも敵対するほどである。冷静沈着で義理堅いが、少々天然ボケ気味の性格である。闘いの後も浅葱と共に旅をしている。
那智と聖に天狗党に四君子での能力を買われ、「天狗党にはいれへんか？」と誘われる。またこの二人に関わっている時は、いじられることも多いが、嬉しそうである。外伝では老いて行く自分を少々気にしている面も見られた。12月25日生まれ。
菊音（きくね）
白の王直属で浅葱の護衛を任される、暗躍部隊・四君子の末席の少女。
女性と見紛うほどの美男子ぞろいの四君子の中で、唯一、正真正銘の女性であるが、容姿・実力共に劣っていることにコンプレックスを持つ。明るく裏表の無い性格で、食べることと面白いことが大好き。発明が大好きで常に何かを創作している。一時期浅葱の命で黒の王正室・紫の上の侍女「かさね」として働いていた際に更紗と知り合い、敵同士ながらも親友となる。四君子筆頭・群竹に憧れていたが、物語終盤で飛騨の市松といい雰囲気になった。11月7日生まれ。
蘭丸（らんまる）
四君子の一人。群竹と同様に女性のように美しい容姿をしているが、男性。女性に化けて潜入をすることがある。また戦闘力は高い。最終決戦で市松に倒される。
梅若（うめわか）
四君子の一人。群竹・蘭丸と同様に女性のように美しい容姿をしているが、男性。蘭丸同様に、その容姿を使い性別を偽り潜入し、時には人を殺め白の大姉のために動いている。最終決戦で菊音が作った茶運び人形によって倒された。

## 東北編

### 富士樹海
富士の仙人
朱理の正体を知り抜け殻状態となった更紗を治すために、揚羽が訪ねた人物。本人は霞を食って生きているわけではないと否定しているが、その風貌は仙人と呼ぶにふさわしい。
危険な取材活動を続ける太郎ちゃんに対して、このまま行けば死ぬと予言する。また、自らを歴史の傍観者と啖呵を切る太郎ちゃんに「歴史は傍観者を必要とするのか？」と返している。
揚羽に置き去りにされた後、抜け殻状態から覚めた更紗は仙人の言葉に導かれ北へ向かうこととなる。

### 鹿角一派
多聞（たもん）
東北鹿角一派・多聞の柵を守護している。玄武の刀の継承者。
釣りが大好きで、日本全国良い穴場を求めている。あまりにもマイペース過ぎて黒の軍に捕まるが、網走刑務所でも最も劣悪と称されるC館で唯一、生き延びていた。
東北の訛りが強い独特の話し方をする。基本的に無欲で飄々とした性格。相当な剣の腕前を持っているが、人を傷つけることを嫌い、作中でまともに戦ったことはない。
10月10日生まれ。名前の由来は、仏教の四天王である毘沙門天の別名「多聞天」から。多聞天は「全てを聞き漏らさぬ知恵者」とされている。
増長（ますなが）
東北鹿角一派・増長の柵を守護する鹿角一派代表。多聞とは幼馴染で親友。
タタラ（更紗）達がハヤトの救出と協力を申し出てきた際、規律を乱したとして網走刑務所へ送った。
既婚者であり、常に多聞が独身なのを心配している。
名前の由来は、仏教の四天王増長天から。元の名前の意味は「大きく育つ」。

### 黒の王
黒の王
国王の長兄で、いまだに鹿角一派との争いが続く東北方面を治めている。
作中でははっきり顔を出していないが、影武者の顔からいかつい大男であるらしいことがうかがえる。正室・紫の上よりも側室・最上の方に入れ込んでいて、一児をもうけている。
最期は朱理たちの計略により、王の危機を察知し追いかけてきた数馬光成と共に、人知れず凍てつく湖のそこに沈むことになる。
実名は黒栄（クロエ）（田村由美イラスト集II『BASARA 大地』より）。
紫の上
黒の王の正室。黒の王との間には子供はなく、戦で親を失った子供のために、孤児院を作って子供の面倒を見ている。冷静で頭が切れるが懐が深く、理知的な女性。心のどこかで夫である黒の王に見切りをつけている。白虎の呪縛から解放されないままタタラとして活動を再開した更紗に対し、「平和を語っているのに何故血に飢えた野獣のような目をしているの」と鋭い指摘をした。
朱理たちによる黒の王の暗殺計画にも加担し、計画の成功（表面的には黒の王の引退宣言）後は、東北の民を導く立場に立つ。
名前の由来は『源氏物語』の紫の上からと思われがちだが、作者が色を重視し、黒の王には紫色だと直感で名づけられた。8月4日生まれ。
最上（もがみ）
黒の王の側室。黒の王の寵愛を受け、一児をもうける。残酷な一面を持つ女性で紫の上を疎ましく思っている。元来より体が悪いが、医術よりも占いを好む。夫も知らない自分の故郷を言い当てた志麻を信頼する。黒の王が倒されると、子供を紫の上に託し潔く去っていった。
名前の由来は、山形県の最上地方から。
甲斐の数馬光成 （かいのかずまみつなり）
黒の王直属の部下で、「黒の三本槍」と呼ばれる猛将の一人。最上の警護にあたっている。黒の王に従順であり、紫の上に忠誠を誓っている飛騨の市松とは仲が悪い様子である。
名前の由来は、豊臣家の家臣石田三成から。
飛騨の市松 （ひだのいちまつ）
黒の王直属の部下で、「黒の三本槍」と呼ばれる猛将の一人。
女顔の美形だが、自らの顔や体中に傷を作るのが趣味である。少々ケンカっ早いところがあるが、紫の上には絶対の忠誠を誓っている。四君子の菊音とはウマが合い、結婚を申し込んだ。
7月22日生まれ。名前の由来は、豊臣家の武将福島正則の幼名から。

## 沖縄編
ユウナ
蘇芳の都から逃亡し忍び込んだ芭蕉先生の船で出会った女性。朱理より2つ年上。勝ち気で男勝りだが、面倒見が良く、朱理の姉的存在。彼女もまた相当な唐手の使い手である。芭蕉の助手として各地を共に廻り、医術の勉強をしている。
沖縄大統領で、育ての親でもある安里の婚約者である。
6月7日生まれ。名前の由来は、アオイ科の常緑樹オオハマボウの沖縄での別称から。
今帰仁（なきじん）
沖縄にやってきた朱理が出会った青年で芭蕉先生の塾の門下生。朱理より一つ年上。
真面目で面倒見が良く、優しい性格をしている。唐手（沖縄空手）の一流の使い手。台風に巻き込まれて独り沖縄に漂着した更紗を介抱してくれていた。朱理とは当初は犬猿の仲であったが、沖縄攻防戦により友情が芽生え、後にかけがえのない親友となる。幼馴染のユウナに恋い焦がれていたが、叶わぬ恋のために気持ちを抑えていた。後に土佐の天麻の娘・志麻との仲が接近した様子。
7月1日生まれ。名前の由来は沖縄県国頭郡今帰仁村から。
安里大統領（あさとだいとうりょう）
沖縄大統領。ユウナの育ての親で婚約者でもある。沖縄と国民を愛していて聡明な人物。国民とも対等な目線で接していて、非常に人気が高い。沖縄に侵攻の兆しがある日本に対して歴史的経験から武力でぶつかることを良しとせず和平を望んでいる。
名前の由来は、沖縄県の地名から。
運天（うんてん）
沖縄北部知事。今帰仁の実兄。
朱理・更紗が沖縄に来た際、安里の対立候補として大統領選挙に出馬し、沖縄の誇りを守るため日本に武力で対抗することを訴える。穏和な性格の人物である一方、裏では穏やかならぬ企みを画策しているような素振りを見せていたが、実は沖縄のために裏で安里と密約を交わし、憎まれ役を買って出ていた。今帰仁以上の唐手の使い手。企みは失敗に終わったが沖縄が救われたことを見届けたため自ら全ての罪を背負って逃亡するも、国王の差し向けた暗殺者により殺害される。
名前の由来は、沖縄県国頭郡今帰仁村の地名から。
芭蕉先生（ばしょうせんせい）
弟子のユウナと共に全国を飛び回っている医者。普段拠点としている沖縄では私塾を開いて子供たちに勉強も教えている。ナギの育ての親であり医術の師匠。自らの船の中に忍び込んできた朱理を見つけ、傷の手当てをする。後にナギと共にタタラ軍の医療班として活躍する。
6月3日生まれ。名前の由来は松尾芭蕉から、または沖縄に多く生えているバショウ科の多年草の芭蕉から。
エリック
日本の南方で密貿易を生業とする赤毛の大男。バナナが好物。茶々の依頼で目を傷めた更紗を芭蕉先生のいる沖縄まで運ぶ。叶わぬ夢と知らずに茶々に思いを寄せている。
革命後、大陸へと活動範囲を広る。更紗・朱理はエリック船に便乗して海外に旅立つことになる。

## 網走編

### 看守派
風の梟 （かぜのふくろう）
北海道網走刑務所の看守主任。鬱金王の弟を父親に持つため、朱理の従兄にあたる。
顔は朱理によく似ているが、性格は我が侭でサディスト。だが精神的には脆い一面を持ち、父親が死亡した事実を受け入れられず、氷付けになった父の遺体と会話をしていた。更紗を女と知り、自分の女にしようとして言い寄るも失敗。最後は、水の鹿・火の狐と共に網走を出て鹿角に来る。
水の鹿（みずのしか）
網走刑務所A館看守。風の梟より少し年上。無表情でおとなしそうだが、怒らせると非常に冷徹な一面を見せる。
精神的な脆さを持つ風の梟と、幼い火の狐を裏で支えてきた。また網走刑務所を解放してくれたタタラ（更紗）には感謝しているようで、最終決戦の場にも姿を現している。
火の狐（ひのきつね）
網走刑務所B館看守。カロンという大人の男性を操り、大人顔負けの悪知恵を働かせていた年端もいかない少年。囚人に幻覚植物の入った食料を与えて、囚人達を骨抜きにしていた。子供特有の残酷さを兼ね備えていたが、それを見抜いていたタタラ（更紗）に敗北した。
カロン
火の狐が手足のように使っている男性。破水事故の際に生き残った数少ない大人の一人。火の狐は、彼の口元をおおうマフラーの中に隠れてしゃべり、カロンこそが火の狐であるように思わせていた。カロン自身は口を縫合されており話すことはできない。だが火の狐を恨んではおらず、寧ろ身をていして庇うほど大事にしている。
更紗たちに火を放たれて炎上した花畑を掻い潜って無傷のカロンを更紗たちに託し、自身はそのまま火に焼かれて死亡した。
土の熊（つちのくま）
網走刑務所C館看守。普段はA館の古株の囚人「岩じいさん」として振る舞っている。
かつての角じいの刑務所仲間。角じいが一人で脱出し、そのせいで残された彼は散々な仕打ちを受けたため（角じいは皆を誘ったが誰も応じなかった）、角じいを憎んでいる。角じいとは同い年だが長年の苦労と苛酷な環境のせいで、実年齢以上の外見をしている。

### 囚人派
シラス
網走刑務所A館における囚人たちのボス的存在。元は漁師だったが黒の王に逆らい刑務所送りにされた。会話の中に頻繁に諺を引用することで、思考を鈍らせない努力をしている。男だらけの刑務所の中で更紗を守るため、揚羽は一晩、シラスと床を共にした。
本来は男色家ではなく「女がいるなら女の方がいいに決まってる」と言っていたが、一度寝た揚羽のことは網走を出た後も忘れられない様子だった。後に町で偶然に再開しその喜びを表すも、揚羽に一泡吹かせられるハメになる。その際、国王軍に従事するようなことを言っていたが、その後どうなったのかは不明。

## 九州編
太郎ちゃん（たろうちゃん）
揚羽の友人で全国にネットワークを広げる瓦版屋。実家は京都の老舗漬物屋であるが、この激動の時代を自分の目で確かめるため、家を飛び出してきた。
この作中の時代では珍しく眼鏡を掛けている。危機の際には体の至る所にメモを隠すなど、機転が利く。
大老・萩原の陰謀を知るために潜入取材をしていた際、惚れていた女・八千代の手引きにより殺害される。萩原の侍女である八千代には深入りしないよう揚羽から何度も忠告されていたが、彼女には心底惚れており関係を続けていた。死してなお執念で萩原の計画を揚羽に伝え、その阻止に貢献する。2月11日生まれ。
廉子（れんこ）
赤の王が居なくなった蘇芳（すおう）の都で、新聞を作っているジャーナリスト。大老・北の桃井の息子である穂積の恋人で、圧力に屈しない芯の強い女性。
揚羽・太郎ちゃんとは友人同士。タタラ軍が蘇芳の都を攻めたさい、手助けをした。この時代で新聞を作ることは大罪であり、国王軍に捕まって顔に傷を負わされ、辱められたが、それでも毅然とした態度を崩さなかった。そして、穂積は勿論の事、桃井を責める事も無かった(むしろ、桃井を哀れんでいた)。2月9日生まれ。
最後は蘇芳の都破壊の中で子供を庇って死亡する。
穂積（ほづみ）
大老・北の桃井の一人息子。戦を嫌い、画家を目指している。浅葱によると、絵は結構売れているが、あくまで「大老の息子の絵」としての価値が大きいようだ。
国王側・タタラ軍のどちらにも荷担しない中立的な立場をとっていたが、新聞作りをしていた恋人・廉子が父親の桃井に捕えられた際、自身もまた画家の命である両腕に大怪我を負う。両手が不自由になっても廉子を助けに来るが、父親の命令で殺される寸前の所をタタラ達に助けられる。廉子と一緒に逃げようとしたが、桃井が討たれそうになった際、かつて那智に言われた「いざっちゅう時、一人息子が味方しちゃらんかったら、親父かわいそうちゃうんか」という言葉が頭に浮かび、咄嗟に父を庇って死亡した。桃井の息子であるが、自身の平和への願いと廉子への愛を口に銜えた筆で描いた絵で表現し、それが蘇芳の町の人々に伝わったのか、彼の死の直後、赤の王の兵士達から同情が籠められた言葉が見受けられる。廉子が捕らえられて拷問を受けているのを見るまで父親の事を「まともな人」と信じていたらしく、ある意味で現実を甘く見ていた様である。3月17日生まれ。

## 四大老
萩原（はぎわら）
国王の最高位の重臣、四大老の一人で「南の萩原」と呼ばれる。桃井の死後、四大老筆頭となる。
四大老の中では一番年齢が若いが、父親を殺害してその位に就いた結果である。幼い頃より何不自由なく育ったが、それがさらに彼の性格を貪欲にした。「下克上」を信条としており、石榴計画なるものを計るが、太郎ちゃんや揚羽の尽力により失敗。のち揚羽に暗殺される。白の王にプロポーズをしていたが、計算の内であることを見破られていて相手にされなかった。
桜田（さくらだ）
国王の最高位の重臣、四大老の一人で「東の桜田」と呼ばれる。
大酒飲みで、常に薄汚い格好をしており、民衆の酒場に毎夜繰り出しては賭けに興じている。母親は父の愛人であった芸妓で、家督を継ぐまではドブ板の横に住んでいたらしい。基本的に王家を嫌っており、最後は揚羽・朱理に協力して京の町を守るために民衆をまとめる立場に就く。
大仏事件で周囲が大混乱に陥る中でただ一人盗難のトリックを見破るなど頭も切れる。また萩原が揚羽に襲われ桜田の屋敷に助けを求めたさいには、これを黙殺して間接的に暗殺の手助けをしている。
橘（たちばな）
国王の最高位の重臣、四大老の一人で「西の橘」と呼ばれる。
国王側の「最後の良心」とも言われており、国王側の人間にしては珍しく実直で義を重んじる性格。強いものに支配されてこそ国は保たれるとの考えから、武力で日本を征した初代・悪路王を理想像とし『王家』に対する高い忠義を持つ。しかしその忠誠ゆえに、衰退していく現国王には見切りを付け、朱理を後継に迎えることを望んでいた。最後まで王家に忠実に仕え、その末路を知りつつも鬱金王の都落ちを助け、農民に発見されて殺害される。
桃井（もものい）
国王の最高位の重臣、四大老の一人で「北の桃井」と呼ばれる。四大老筆頭。
穂積の父親。朱理が都落ちしたのち、蘇芳の都の統治に訪れる。本来は優しく真面目な人物だったが、権力に憑かれて「蘇芳小京都化計画」を計画し、圧政を行っていた。その振る舞いに激怒した赤の王の配下によって息子を殺され、逆上して蘇芳の都を破壊する。最後は、朱理たちに追い詰められ、サカキにより殺害される。嗣子の穂積ともども死亡したため、その後四大老の北は空席となっていた。自分を庇って死んだ息子にその行いを諭されたが、聞き入れなかった。それを観ていた赤の王の配下達に『息子の気持ちが分からない』と呆れられる。運天と沖縄の時に交渉していた相手だった為、彼を死に追いやった原因の一人であるが、彼を今帰仁の前で『売国奴』呼ばわりした事で、今帰仁に殺したら逆に兄の誇りを汚すと感じさせる程の怒りを感じさせる。

## 大仏編

### 夜郎組
蜂也（はちや）
京都警備隊「夜郎組」副長。通称「京のスズメバチ」とも呼ばれ恐れられている。「王家の敵」と思われるモノは全て斬り捨てるという信条の元で動いている。鋭い洞察力と高い戦闘力を持つ。
生家は、あらぬ疑いで取り潰され、落ちぶれた元名門。王家を恨むどころか、忠義を忘れず再び迎えられることを信じる老いた両親の姿に蜂也は虚しさを覚えるも、王家の敵としてタタラが現れたことで両親と同じ思いを抱くことができるようになる。なお、蜂也が京都警備隊に雇われたころには、両親はすでになくなっており、その喜びを分かち合うことはできなかった。
最後は揚羽に殺害される。9月17日生まれ。
密（ひそか）
「夜郎組」蜂也の部下。明るく社交的な性格だが、冷酷な面も兼ね備える。温厚そうな外見に反してその実力は蜂也以上であり、揚羽とは互角の腕前を持つ。自らを拾って育ててくれた蜂也に感謝の意を抱いている。
揚羽（帰蝶）のファンであり、舞台に足繁く通っていたが、それゆえか暗殺者・大猿の正体が揚羽であることを見抜いた。最終的には揚羽と相打ちになり死亡。9月29日生まれ。

### 朱理関係者
遊山（ゆうざん）
赤の王の治める地域の外れで「遊山（ゆさん）塾」という塾を開き、王制の暗い未来を教えていた危険思想の持ち主として牢に入れられていた。
皮肉にも朱理が浅葱によって奴隷の牢屋に入れられた時に、朱理に出会う。赤の王時代とは違う朱理に希望を見出し、今帰仁・ユウナ・サカキと共に朱理を助ける。戦闘向きでは無いが、頭が切れ朱理の参謀役として活躍する。
志麻（しま）
四国は土佐の大将・天麻の長女。四国の有力者達の家族が国王側に人質として囚われていた。
朱理一行に助けられた時に、朱理に一目惚れをし勝手にくっついてきてしまった。少女らしい趣味の占いが得意だが、お転婆な面もある。千手姫同様に恋するが故の短慮な行動が多いが、基本的に聡明な性格であり、優れた洞察力を持っている。12月12日生まれ。

### 白の王関係者
銀子（ぎんこ） / 白の王
戦を嫌い、京都の比叡山に籠もっている国王の姫君。別名「白の大姉」。朱理の実の姉である。
12歳の時に、淡路島の城主の元へ嫁がされる。それなりに幸福な結婚生活を送るが、3年後、夫は無実の罪によって国王軍に殺害され、自身は両足に大怪我を負う。以来ずっと車椅子の生活を送っている。
淡路島の事件の後、父親である国王から性的虐待を受け妊娠し、アイデンティティーが保てなくなる。それからはさまざまな刺客やスパイをタタラ軍に送り込み、裏で事態を操ることを企てる。女性であるがゆえ権力者になれず、普通の女性としての幸せを掴むこともできなかった絶望から、王家と自分を滅ぼしてくれる人物を待ち望んでいた。
柊（ひいらぎ） / 柿人（かきひと）
白の王・銀子に忠実に仕える、作品中において最強の暗殺者。朱理・四道・浅葱・四君子ら王家暗殺部隊などの武術の師範でもある。
柊という名を銀子にもらうまでは、柿人（かきひと）という名だった。幼い頃の銀子のそばに仕え、彼女のために生きてきたが、国王の命によってやむなく淡路島を襲撃し彼女の夫を殺害する。そのさい銀子を守るために、燃えた梁の下敷きになり、背中一面に大火傷を負い、これが元で男性としての機能も失う。銀子のためには何を犠牲にしても構わないという覚悟するほど、人知れず彼女を愛している。最後は人間として成長した浅葱を師匠として褒めた後、彼と一騎討ちをして果てる。12月30日生まれ。

### 蓬莱山
おやじ
琵琶湖のほとり、蓬莱山麓で石榴計画成就の暁に萩原の王城とするべく建設中の現場で工夫として働かされていた老人。認知症らしく太郎ちゃんのことを息子と思い込んでいたため、石榴計画解明の潜入取材に利用されるが、取材を終え脱出を図った太郎ちゃんを追いかけきててしまい、太郎ちゃんの情が移ったこともあってそのまま一緒に連れ出される。その後、逃走中に出会った蓬莱山の仙人に預けられ、保険として石榴計画の全貌を記した手紙を託される。認知症ゆえにその言動には一切の邪念や裏がなく、太郎ちゃんの死後、密にも感づかれることなく、太郎ちゃんの手紙を帰蝶へのファンレターとして無事揚羽に手渡している。
落ち延びようとする国王が農民に発見されるきっかけにもなった。
蓬莱山の仙人
蓬莱山の建設現場からの逃走中に太郎ちゃんが出会った人物。風貌は富士の仙人と瓜二つだがその弟とのこと。

## 外伝
サダナ
更紗たちが黄帝国で出会った風の民の生き残り。揚羽とおなじルーツのために、その立ち居振る舞いには揚羽と似た雰囲気を持つ。実は黄帝国との平和的外交を望む欧州の一派との繋がりを持つ。
総代表
革命後、各地の代表により名古屋に置かれた中央政府において、各代表の郷土愛の強さゆえにまとまらない新政府の意思統一を図るための総代表の立場に立った人物。ハヤトの回想中に登場するが、シルエット描写のみで明確な姿は描かれず、名前も不明である。
革命時はどこにも属さなかった文人あがりの才人で、就任当初はうまく新政府をまとめていたが、その政策は次第に軍事色を強めていく。これにより民衆からは「タタラの再来」と称えられるも、革命時のタタラを知る各代表からは次々と離反され、唯一真正面から反論し続けた聖とも険悪になる。聖と刃物を持ち出しての乱闘となった際、止めに入ったハヤトの頬を誤って斬りつけてしまい、ハヤトが幻滅に末に行方をくらます引き金となった。

### 黄帝国
キリン
かつて大陸と呼ばれた土地にある「黄（こう）帝国」の幼き皇帝。父である先帝の崩御により帝位を継いでまだ1年ほど。朱理のことを信頼し、彼自身の体験に基づくの助言を受け良き皇帝としての道を歩みだす。
名前の由来麒麟は黄帝国の象徴たる霊獣である。
ネハ
黄帝国の宰相。先帝の弟でキリンの叔父。愛国心の強さゆえに、幼き皇帝を案じ、どうせ支配されるならば山の民族よりは紳士的な欧州にと裏で繋がりを持つ。その目論見は明るみに出るも、朱理のマタタビの虫こぶに例えた助言に後押しされたキリンにより許される。

### 山の民族
アイヴァ
黄帝国先帝の死に乗じて反乱を起こした「山の民族（チターナ）」の中心人物。
欧州との混血であり本来ならば双方から疎まれる立場にあるが、欧州とは国を売る密約をし、その見返りに山の民族に武器を提供させることでそれぞれの信頼を得ていた。欧州と山の民族どちらでもないと言い切って根無草的に生きざるを得ない現状に甘んじており、裏を返せばどちらでもあると更紗に諭されるも理想論に過ぎないと一蹴する。その後ネハ宰相による薬草園への放火騒ぎを帝国の人間たちと協力しあって収拾したことと、キリンが武力ではなく対話によって事態を解決したいという姿勢で歩み寄ってきたことで考えを改め、和平の道を模索すべく対話に応じた。

### 子供達
歩・グリーン（あゆむ・グリーン） 、ヒカル・グリーン
朱理と更紗の間にできた双子。歩は姉、ヒカルが弟。歩は性格は朱理にそっくりな活発な性格で行動派。顔は更紗に似ている。ヒカルは顔は更紗の兄のタタラに似ていて歩と対照的に体を使うのは苦手だが、冷静な頭脳派。
雷太（らいた）
雷蔵と一水の間にできた息子。前述どおりに見た目や体格は雷蔵の血を強く受け継いでいる。11月4日生まれ。
求道（もとみち）
四道と千手姫の間にできた息子であり、四道の忘れ形見。四道そっくりなタレ目をしている。母に楽をさせたいと願い、官僚になるため勉強している。グリーン姉弟と仲が良い。偽名を名乗ったハヤトの正体を看破する等父親譲りで知性は高い。母親の育て方のせいか、父親の仇であるハヤトに対して恨みの感情は無いようである。1月19日生まれ。

## 海外
ヘンリー卿
日本近海に駐留するヨーロッパ艦隊の指揮官。
砲撃を受けた報復として赤の王軍に進軍を開始するも、朱理の大胆かつ潔い態度に敬意を表し、話し合いのテーブルに付く。この事件により朱理に一目置くようになる。朱理とは後に沖縄で再会し、彼が権力を失っていることを知りつつも、間接的に手助けをする。

## BASARA外伝『KATANA』の登場人物
玄象（げんしょう）
外伝・KATANAの主人公。初代・白虎の刀の持ち主。18歳。仲間思いで心優しく、行動力に溢れ、リーダー格として仲間を引っ張っていた。自身も呪われた子と呼ばれていたため、似た境遇のタラに同情し面倒を見ることになる。雪子という幼馴染の恋人がいる。最期は王国軍に追い詰められた仲間を逃がすべくタラと共に敵陣に向かい討ち死にする。
更紗、タタラの曽祖父にあたる。
タラ
疫神送りとして川に流される寸前だった少女。その産まれによって故郷でも疎まれていたが、玄象たちに助けられ、自分の居場所を見つける。自分を助け世話をしてくれた玄象に想いを寄せる。
後に王国軍に捕らえられ、獅子王により妃になるよう命じられる。王家に禍を起こす世継ぎを産むべくタラはそれを受け入れ、その血筋は朱理につながる。
羅生（らしょう）
本編にも登場する、初代・朱雀の刀の持ち主。18歳。まだ青さが残る少年で、タラに密かに思いを寄せていた。生き残った彼がどのような仕打ちを受けたかはBASARA本編でうかがえる。
ハヤトの曽祖父にあたる。
天満屋 鍋蔵（てんまんや なべぞう）
初代・青龍の刀の持ち主。元僧侶で22歳。頭脳明晰で、仲間内では進言役であった。商人である堺屋を手玉に取り、金策や物資調達に貢献する。難破船から救出された異国の女性アイリスと惹かれ合い、愛し合うようになる。最期は王国の策略により孤立してしまい討ち死にする。
朝彦
初代・玄武の刀の持ち主。北方出身。17歳。反乱軍の厨房を預かり、自分の聖域と並々ならぬこだわりを持つ。戦においては戦闘狂と化す。生き別れた妹を探すも、その妹を誤って自らの手で殺害してしまい、戦線を自らの意思で早期離脱。玄武の刀は封印し、代わりに竹光を持つことになる。
雪子（ゆきこ）
玄象の幼馴染にして恋人。美しく芯の強い女性。闘いを嫌い、玄象を止めようとするが実現しなかった。玄象の形見の白虎の刀を授かり、生き残った仲間と共に西へと姿を消す。
アイリス
船が難破して流れ着いた異国の女性。日本語は理解できないが、鍋蔵と惹かれ合いその子を身篭る。鍋蔵の死後、ひいきにしていた商人の堺屋に保護され、忘れ形見と青龍の刀と共に関東へ逃れる。
獅子王（ししおう）
日本国第13代目国王。朱理に似た容姿。
退屈しのぎのために民を虐げるなど、残虐な性格の持ち主である。反乱軍を泳がせてから一気に叩くなど、軍事面では高い能力を持つ。ほぼ気まぐれから反乱軍の一人であるタラを妃に迎える。王城の地下に、城を一気に崩す仕掛けを作っていた。この仕掛けはのちにBASARA本編で使用される。
朱理の曽祖父にあたる。